# Malu Mare
Malu Mare è un comune della Romania di 3065 abitanti, ubicato nel distretto di Dolj, nella regione storica dell'Oltenia.
Il comune è formato dall'unione di 2 villaggi: Malu Mare e Preajba.